# Pallanuoto ai Giochi della XVIII Olimpiade
Il quattordicesimo torneo olimpico di pallanuoto fu disputato nell'ambito delle Olimpiadi di Tokyo, dall'11 al 18 ottobre 1964 nell'impianto del Tokyo Metropolitan Indoor Swimming Pool.
Il torneo si svolse in tre fasi a gironi in cui si ereditavano i punteggi degli scontri diretti nelle fasi successive alla prima.
L'Ungheria conquistò il suo quinto titolo olimpico, concludendo la manifestazione senza subire sconfitte.

## Podio
| Evento              | Oro      | Argento    | Bronzo           |
| Pallanuoto maschile | Ungheria | Jugoslavia | Unione Sovietica |

## Squadre partecipanti
GRUPPO A
- Giappone
- Italia
- Romania

GRUPPO B
- Australia
- Squadra Unificata Tedesca
- Unione Sovietica

GRUPPO C
- Brasile
- Jugoslavia
- Paesi Bassi
- Stati Uniti

GRUPPO D
- Belgio
- Rep. Araba Unita
- Ungheria

## Prima fase

### Gruppo A
|    | Squadra  | Pti | G | V | P | S | GF | GS | Diff |
| -- | -------- | --- | - | - | - | - | -- | -- | ---- |
| 1. | Italia   | 4   | 2 | 2 | 0 | 0 | 9  | 6  | +3   |
| 2. | Romania  | 2   | 2 | 1 | 0 | 1 | 12 | 8  | +4   |
| 3. | Giappone | 0   | 2 | 0 | 0 | 2 | 7  | 14 | -7   |

| Data       | Ora   | Partita  | Partita | Partita  |
| ---------- | ----- | -------- | ------- | -------- |
| 11 ottobre | 11:10 | Italia   | 4 - 3   | Romania  |
| 12 ottobre | 10:00 | Italia   | 5 - 3   | Giappone |
| 13 ottobre | 11:00 | Giappone | 4 - 9   | Romania  |

### Gruppo B
|    | Squadra                   | Pti | G | V | P | S | GF | GS | Diff |
| -- | ------------------------- | --- | - | - | - | - | -- | -- | ---- |
| 1. | Unione Sovietica          | 4   | 2 | 2 | 0 | 0 | 9  | 2  | +7   |
| 2. | Squadra Unificata Tedesca | 2   | 2 | 1 | 0 | 1 | 5  | 4  | +1   |
| 3. | Australia                 | 0   | 2 | 0 | 0 | 2 | 1  | 9  | -8   |

| Data       | Ora   | Partita                   | Partita | Partita                   |
| ---------- | ----- | ------------------------- | ------- | ------------------------- |
| 11 ottobre | 16:30 | Unione Sovietica          | 6 - 0   | Australia                 |
| 12 ottobre | 11:10 | Unione Sovietica          | 3 - 2   | Squadra Unificata Tedesca |
| 13 ottobre | 16:30 | Squadra Unificata Tedesca | 3 - 1   | Australia                 |

### Gruppo C
|    | Squadra     | Pti | G | V | P | S | GF | GS | Diff |
| -- | ----------- | --- | - | - | - | - | -- | -- | ---- |
| 1. | Jugoslavia  | 6   | 3 | 3 | 0 | 0 | 17 | 3  | +14  |
| 2. | Paesi Bassi | 4   | 3 | 2 | 0 | 1 | 11 | 12 | -2   |
| 3. | Stati Uniti | 2   | 3 | 1 | 0 | 2 | 12 | 9  | +3   |
| 4. | Brasile     | 0   | 3 | 0 | 0 | 3 | 3  | 18 | -15  |

| Data       | Ora   | Partita     | Partita | Partita     |
| ---------- | ----- | ----------- | ------- | ----------- |
| 11 ottobre | 10:00 | Paesi Bassi | 3 - 2   | Brasile     |
| 11 ottobre | 18:50 | Jugoslavia  | 2 - 1   | Stati Uniti |
| 12 ottobre | 17:40 | Jugoslavia  | 7 - 2   | Paesi Bassi |
| 12 ottobre | 18:50 | Stati Uniti | 7 - 1   | Brasile     |
| 13 ottobre | 10:00 | Jugoslavia  | 8 - 0   | Brasile     |
| 13 ottobre | 18:50 | Paesi Bassi | 6 - 4   | Stati Uniti |

### Gruppo D
|    | Squadra          | Pti | G | V | P | S | GF | GS | Diff |
| -- | ---------------- | --- | - | - | - | - | -- | -- | ---- |
| 1. | Ungheria         | 4   | 2 | 2 | 0 | 0 | 16 | 1  | +15  |
| 2. | Belgio           | 2   | 2 | 1 | 0 | 1 | 8  | 10 | -2   |
| 3. | Rep. Araba Unita | 0   | 2 | 0 | 0 | 2 | 6  | 19 | -13  |

| Data       | Ora   | Partita  | Partita | Partita          |
| ---------- | ----- | -------- | ------- | ---------------- |
| 11 ottobre | 17:40 | Ungheria | 11 - 1  | Rep. Araba Unita |
| 12 ottobre | 16:30 | Ungheria | 5 - 0   | Belgio           |
| 13 ottobre | 17:40 | Belgio   | 8 - 5   | Rep. Araba Unita |

## Gironi di semifinale

### Gruppo A-B
|    | Squadra                   | Pti | G | V | P | S | GF | GS | Diff |
| -- | ------------------------- | --- | - | - | - | - | -- | -- | ---- |
| 1. | Unione Sovietica          | 5   | 3 | 2 | 1 | 0 | 7  | 4  | +3   |
| 2. | Italia                    | 4   | 3 | 2 | 0 | 1 | 6  | 4  | +2   |
| 3. | Romania                   | 3   | 3 | 1 | 1 | 1 | 10 | 10 | 0    |
| 4. | Squadra Unificata Tedesca | 0   | 3 | 0 | 0 | 3 | 7  | 10 | -3   |

| Data       | Ora   | Partita          | Partita | Partita                   |
| ---------- | ----- | ---------------- | ------- | ------------------------- |
| 14 ottobre | 14:16 | Unione Sovietica | 2 - 0   | Italia                    |
| 14 ottobre | 15:20 | Romania          | 5 - 4   | Squadra Unificata Tedesca |
| 15 ottobre | 13:00 | Italia           | 2 - 1   | Squadra Unificata Tedesca |
| 15 ottobre | 14:10 | Unione Sovietica | 2 - 2   | Romania                   |

### Gruppo C-D
|    | Squadra     | Pti | G | V | P | S | GF | GS | Diff |
| -- | ----------- | --- | - | - | - | - | -- | -- | ---- |
| 1. | Jugoslavia  | 5   | 3 | 2 | 1 | 0 | 17 | 8  | +9   |
| 2. | Ungheria    | 5   | 3 | 2 | 1 | 0 | 15 | 9  | +6   |
| 3. | Paesi Bassi | 2   | 3 | 1 | 0 | 2 | 14 | 18 | -4   |
| 4. | Belgio      | 0   | 3 | 0 | 0 | 3 | 7  | 18 | -11  |

| Data       | Ora   | Partita     | Partita | Partita     |
| ---------- | ----- | ----------- | ------- | ----------- |
| 14 ottobre | 10:00 | Ungheria    | 6 - 5   | Paesi Bassi |
| 14 ottobre | 13:00 | Jugoslavia  | 6 - 2   | Belgio      |
| 15 ottobre | 15:20 | Paesi Bassi | 7 - 5   | Belgio      |
| 15 ottobre | 19:20 | Jugoslavia  | 4 - 4   | Ungheria    |

## Fase Finale

### Gruppo 1º- 4º posto
|         | Squadra          | Pti | G | V | P | S | GF | GS | Diff |
| ------- | ---------------- | --- | - | - | - | - | -- | -- | ---- |
| Oro     | Ungheria         | 5   | 3 | 2 | 1 | 0 | 7  | 5  | +2   |
| Argento | Jugoslavia       | 5   | 3 | 2 | 1 | 0 | 5  | 5  | 0    |
| Bronzo  | Unione Sovietica | 2   | 3 | 1 | 0 | 2 | 4  | 7  | -3   |
| 4.      | Italia           | 0   | 3 | 0 | 0 | 3 | 2  | 7  | -5   |

| Arbitro: | Manguillot (ESP) |

|            |           |                             |
| 1: Cevasco | Marcatori | 1: Bodnar, Rusoran, Domotor |

| Arbitro: | Fuchs (BEL) |

|             |           |  |
| 2: Jankovic | Marcatori |  |

| Arbitro: | Dirnweber (AUT) |

|                     |           |            |
| 1: Jankovic, Sandic | Marcatori | 1: Spinola |

| Arbitro: | Batalle (ESP) |

|                    |           |                       |
| 2: Domotor, Felkai | Marcatori | 1: Ageev, Kalashnikov |

### Gruppo 5º- 8º posto
|    | Squadra                   | Pti | G | V | P | S | GF | GS | Diff |
| -- | ------------------------- | --- | - | - | - | - | -- | -- | ---- |
| 5. | Romania                   | 4   | 3 | 2 | 0 | 1 | 14 | 10 | +4   |
| 6. | Squadra Unificata Tedesca | 4   | 3 | 2 | 0 | 1 | 14 | 12 | +2   |
| 7. | Belgio                    | 2   | 3 | 1 | 0 | 2 | 13 | 15 | -2   |
| 8. | Paesi Bassi               | 2   | 3 | 1 | 0 | 2 | 12 | 16 | -4   |

| Arbitro: | Bauwens (BEL) |

|               |           |           |
| 3: Marculescu | Marcatori | 1: Vriend |

| Arbitro: | Brandi (HUN) |

|          |           |             |
| 3: Thiel | Marcatori | 2: de Wilde |

| Arbitro: | Segura (ARG) |

|           |           |                                  |
| 2: Dumont | Marcatori | 1: Marculescu, Grintescu, Firoiu |

| Arbitro: | Prostiakov (URS) |

|                 |           |         |
| 2: Van der Voet | Marcatori | 3: Vohs |

## Classifica finale
| Campione Olimpico | Campione Olimpico         | Campione Olimpico |
| --- | ------------------------- | --- |
| UngheriaAmbrus · Felkai · Konrád · Dömötör · Kanizsa · Rusorán · Kárpáti · Mayer · Gyarmati · Pócsik · Boros · Bodnár, CT: Károly Laky |                           | |
| Argento | Jugoslavia                | JugoslaviaMuškatirović · Trumbić · Rosić · Šimenc · Stanišić · Nardelli · Janković · Sandić · Nonković · Bonačić · Stipanić, CT: -                            |
| Bronzo | Unione Sovietica          | Unione SovieticaGrabovskij · V. Kuznecov · Grišin · Popov · Kalašnikov · Bortkevič · N. Kuznecov · Semënov · Ageev · Osipov · Egorov, CT: -                   |
| 4. | Italia                    | ItaliaBardi, Cevasco, D'Altrui, Dennerlein, Guerrini, Lavoratori, Lonzi, Merello, Parmegiani, Pizzo, Rossi, Spinola, CT: Andrés Zólyomy                       |
| 5. | Romania                   | RomaniaȘtefănescu • Grințescu • Szabo • Kroner • Firoiu • Novac • Mărculescu • Mureșan • Zahan • Culineac • Lita, CT: -                                       |
| 6. | Squadra Unificata Tedesca | Squadra Unificata TedescaSchmidt • Höhne • Ballerstedt • Thiele • Schulze • Thiel • Schlenkrich • Mäder • Vohs • Kluge • Wittig, CT: Rolf Bastel              |
| 7. | Belgio                    | BelgioCaufrier • De Hesselle • De Vis • De Wilde • D'Osterlinck • Dumont • Laurent • Pickers • Stappers • Van Den Steen • Van Reybroeck, CT: -                |
| 8. | Paesi Bassi               | Paesi BassiHermsen • Leenards • van Spingelen • Wormgoor • van Dorp • H. Vriend • van der Voet • W. Vriend • Muller • Bultman • Kniest, CT: Ruud van Feggelen |
| 9. | Giappone                  | GiapponeKatō • Arakawa • Yokoyama • Takeuchi • Shimizu • Fujimoto • Takagi • Satsuke • Aoyama • Iida • Kuwabara, CT: -                                        |
| 9. | Australia                 | AustraliaWithers • Hoad • Mills • Pierce • Barnes • Wiegard • Nunn • Hammond • McAtee • Samuel • Phillips, CT: -                                              |
| 9. | Stati Uniti               | Stati Unitivan Dorp • Crawford • Ashleigh • N. McIlroy • C. McIlroy • Cole • B. Saari • Drown • Whitney • Stransky • P. McIlroy, CT: Urho Saari               |
| 9. | Rep. Araba Unita          | Rep. Araba UnitaKhalil • Soliman • El-Gamal • Amin • El-Sayed • Kourched • Gamil • El-Moalem • Amir, CT: István Szívós                                        |
| 9. | Brasile                   | BrasileBell • Carotini • Polé • Cochrane • Daniel • dos Santos • Gonçalves • Grijó • Nogueira • Pinciroli • Szabo, CT: -                                      |

## Classifica marcatori
|  | Gol | Marcatore             | Squadra                   |
|  | --- | --------------------- | ------------------------- |
|  | 10  | Nicolaas Van der Voet | Paesi Bassi               |
|  | 9   | José Dumont           | Belgio                    |
|  | 9   | Dieter Vohs           | Squadra Unificata Tedesca |
|  | 8   | Péter Rusorán         | Ungheria                  |
|  | 7   | Zoltán Dömötör        | Ungheria                  |
|  | 6   | László Felkai         | Ungheria                  |
|  | 6   | Anatol Grinţescu      | Romania                   |
|  | 6   | Zoran Janković        | Jugoslavia                |
|  | 6   | Cornel Mărculescu     | Romania                   |
|  | 6   | Mirko Sandić          | Jugoslavia                |
|  | 5   | Eraldo Pizzo          | Italia                    |
|  | 5   | Božidar Stanišić      | Jugoslavia                |
|  | 5   | Willem Jan Vriend     | Paesi Bassi               |
|  | 5   | Aurel Zahan           | Romania                   |
|  | 4   | 10 giocatori          |                           |
|  | 3   | 11 Giocatori          |                           |
|  | 2   | 17 Giocatori          |                           |
|  | 1   | 21 Giocatori          |                           |

## Fonti
- (EN)  Comitato Olimpico Internazionale: database medaglie olimpiche.
- (EN)  Comitato organizzatore, The Games of the XVIII Olympiad - Tokyo 1964 vol.2, 1965, pagg. 673-689 (la84foundation.org Archiviato il 15 giugno 2010 in Internet Archive.)